# Virachola diomedes
Virachola diomedes är en fjärilsart som beskrevs av Jackson 1966. Virachola diomedes ingår i släktet Virachola och familjen juvelvingar. Inga underarter finns listade i Catalogue of Life.